# Сё Тай
Сё Тай (яп. 尚泰 Сё: Тай, 3 августа 1843 — 19 августа 1901) — девятнадцатый и последний ван государства Рюкю второй династии Сё (1848—1879).

## Биография
Сё Тай родился 3 августа 1843 года. Он был вторым сыном рюкюского правителя Сё Ику (1828—1847). В 1847 году из-за смерти своего старшего брата четырёхлетний Сё Тай был объявлен следующим ваном Рюкю. В 1866 году посланник китайского императора Чжао Синь привёз ему ярлык и регалии вана.
Тай правил в неспокойную для Рюкю эпоху. Государственная казна была почти пуста, а рюкюские крестьяне страдали от нехватки земли и неурожаев. Береговые воды страны постоянно тревожили империалистические державы Европы и США. Япония же, от которой страна уже давно находилась в фактически полной зависимости, требовала немедленного присоединения к себе и разрыва отношений с Китаем.
В 1872 году японское правительство переименовало Рюкюское государство в автономное княжество Рюкю-хан, а Сё Тая провозгласило удельным даймё (владетельным князем). Правителя также приравняли к японской титулованной аристократии (кадзоку) и даровали титул маркиза. В 1879 году японский эмиссар Митиюки Мацуда силой заставил Тая признать аннексию Рюкю и учреждение префектуры Окинава. Правитель со своим правительством был вынужден покинуть столичный замок Сюри.
Остаток жизни бывший рюкюский ван Сё Тай провёл в своей усадьбе в Токио. Он умер 19 августа 1901 года. Тая похоронили в мавзолее Тамаудун, «Дворце монарших душ» на Окинаве.